# Sainte-Eugénie-de-Villeneuve
Sainte-Eugénie-de-Villeneuve – miejscowość i gmina we Francji, w regionie Owernia-Rodan-Alpy, w departamencie Górna Loara.
Według danych na rok 1990 gminę zamieszkiwały 102 osoby, a gęstość zaludnienia wynosiła 17 osób/km² (wśród 1310 gmin Owernii Sainte-Eugénie-de-Villeneuve plasuje się na 741. miejscu pod względem liczby ludności, natomiast pod względem powierzchni na miejscu 953.).